# Tretynoina
Tretynoina, kwas retinowy – organiczny związek chemiczny, metabolit retinolu (witaminy A). Wykazuje działanie złuszczające, hamuje rogowacenie naskórka oraz przemianę tkanki prawidłowej w tkankę zmienioną chorobowo. Zmniejsza wytwarzanie prostaglandyn E2, kolagenazy oraz łoju wskutek zahamowania wzrostu i czynności gruczołów łojowych. Pobudza prawidłową czynność mitotyczną skóry, zwiększa proliferację i rozluźnienie naskórka w obrębie czopów łojowych, doprowadzając w ten sposób do ich opróżnienia. Końcowym efektem jest powstanie nowego naskórka w miejscu zmian chorobowych.
Tretynoinę stosuje się miejscowo w leczeniu trądziku młodzieńczego oraz nadmiernego rogowacenia naskórka (parakeratoza, dyskeratoza). Lek ma zastosowanie w leczeniu łysienia plackowatego. Podczas stosowania tretynoiny konieczne jest unikanie ekspozycji skóry na promieniowanie słoneczne, gdyż promienie UV powodują jej rozkład. Należy również unikać jednoczesnego stosowania nadtlenku benzoilu, który powoduje utlenienie związku. U części pacjentów tretynoina wywołuje podrażnienie i zaczerwienienie skóry, a także, w niewielkiej liczbie przypadków, wzrost wrażliwości skóry na światło słoneczne. Ze względu na powyższe obostrzenia, tretynoina została zastąpiona jako lek z wyboru w leczeniu trądziku przez retinoidy drugiej i trzeciej generacji, takie jak adapalen i tazaroten, które mogą być używane w ciągu dnia i w terapii łączonej z nadtlenkiem benzoilu. Środki te charakteryzują się rzadszym występowaniem nadwrażliwości na lek przy podobnym rokowaniu.
Tretynoina w formie doustnej jest stosowana w leczeniu ostrej białaczki promielocytowej.
Ze względu na wpływ na rogowacenie naskórka, tretynoina ma udowodnione działanie jako środek usuwający efekty starzenia się skóry na skutek promieniowania słonecznego (zmarszczki), a także jako środek profilaktyczny opóźniający procesy starzenia skóry. Lek stosuje się również w celu zmniejszenia widoczności rozstępów skóry, ze względu na zwiększenie produkcji kolagenu w naskórku.
Tretynoina stosowana doustnie wykazuje działanie teratogenne, może powodować powstawanie wad wrodzonych w obrębie czaszki, w tym niedorozwój żuchwy, rozszczep podniebienia, nieprawidłowości kości skroniowej oraz wady ucha zewnętrznego. Prawdopodobnie nadmiar kwasu retinowego indukuje późniejszy długotrwały jego niedobór, który również jest teratogenny. Ryzyko uszkodzenia płodu przy podawaniu miejscowym, które jest stosowane w leczeniu trądziku młodzieńczego, jest ograniczone.